# Замостовиця
Замосто́виця (рос. Замостовица) — присілок у складі Кічменгсько-Городецького району Вологодської області, Росія. Входить до складу Городецького сільського поселення.

## Населення
Населення — 83 особи (2010; 60 у 2002).
Національний склад (станом на 2002 рік):
- росіяни — 100 %